# Rudy Rutherford
Elman 'Rudy' Rutherford (Huachuca City (Arizona), 18 juni 1924 - New York, 31 maart 1995) was een Amerikaanse jazz-alt- en baritonsaxofonist en klarinettist uit het late swingtijdperk.

## Biografie
Rutherford begon zijn loopbaan eind jaren dertig in de jazzscene van Detroit. Tot 1943 speelde hij onder meer bij Lionel Hampton. Van 1943 tot het einde van de jaren 40 speelde hij in het orkest van Count Basie, waarmee hij zijn eerste opnames maakte (Jumpin' at the Woodside). Hij was hier actief als altklarinettist, maar ook als baritonsaxofonist. Daarnaast werkte hij mee aan opnames van onder meer Dinah Washington/Lionel Hampton, Billy Eckstine, Earl Warren, Lucky Thompson en Russell Jacquet. In Detroit werkte hij begin jaren vijftig samen met Tommy Flanagan en Barry Harris, en in 1962 met Jimmy Greene.
Hij bleef bij Basie toen deze rond 1949 zijn bigband moest opheffen en verder ging met een octet. Eind jaren vijftig werkte hij bij Dicky Wells, Jimmy Mundy, Big Maybelle, Harold Austin, Wilbur DeParis en Sy Oliver. Met Big Joe Turner, Benny Goodman en Chuck Berry trad hij in 1958 op tijdens het Newport Jazz Festival. In de jaren zestig speelde hij met Sir Charles Thompson, Buddy Tate (met wie hij in 1964 toerde) en met zangeres Lurlean Hunter, in de jaren zeventig met Ted Buckner, Earl Hines, Clarence Gatemouth Brown en in de bigband van Illinois Jacquet. In de jazz was hij tussen 1943 en 1987 betrokken bij 108 opnamesessies. In latere jaren leidde Rutherford ook eigen groepen, waarmee hij in New Yorkse nachtclubs als Basie's optrad.